# Mesa Directiva del Congreso de la República del Perú
La Mesa Directiva del Congreso de la República del Perú, es el órgano responsable de la dirección administrativa del Congreso y de los debates que se realizan en el Pleno, de la Comisión Permanente y del Consejo Directivo. Del mismo modo, tiene la representación oficial en el acto
protocolar. 
Está compuesta por el Presidente y tres Vicepresidentes. Son elegidos por cada periodo anual de sesiones.

## Responsabilidades
De acuerdo con el artículo 33 del Reglamento del Congreso, la Mesa Directiva del Congreso:
- Tiene a su cargo la dirección administrativa del Congreso y de los debates que se realizan en el Pleno del mismo, de la Comisión Permanente y del Consejo Directivo, así como la representación oficial del Congreso en los actos protocolares.
- Supervisa la administración del Congreso bajo las políticas administrativas y financieras que establece, de acuerdo con los lineamientos adoptados por el Pleno y el Consejo Directivo del Congreso.
- Acuerda el nombramiento de los funcionarios de más alto nivel del Congreso a propuesta del Oficial Mayor, dando cuenta al Consejo Directivo.
- Autoriza la contratación de servicios y la realización de concursos y el nombramiento y contrato de los profesionales, técnicos y auxiliares que se requieran para el normal desarrollo de las actividades parlamentarias.
- Aprueba el Presupuesto y la Cuenta General del Congreso antes de su presentación al Pleno del Congreso por el Presidente.

## Histórico de composiciones
Desde la Constitución Política de 1993.
| Periodo Parlamentario | Período Anual de Sesiones | Presidente                                                  | Vicepresidentes | Vicepresidentes |
| --------------------- | ------------------------- | ----------------------------------------------------------- | --------------- | --- |
| 1995-2000             | 1995-1996                 | Martha Chávez Cossío                                        | 1               | Víctor Joy Way |
| 1995-2000             | 1995-1996                 | Martha Chávez Cossío                                        | 2               | Carlos Torres y Torres Lara |
| 1995-2000             | 1995-1996                 | Martha Chávez Cossío                                        | 3               | Samuel Matsuda Nishimura |
| 1995-2000             | 1996-1997                 | Víctor Joy Way                                              | 1               | Carlos Torres y Torres Lara |
| 1995-2000             | 1996-1997                 | Víctor Joy Way                                              | 2               | Martha Hildebrandt Pérez Treviño |
| 1995-2000             | 1996-1997                 | Víctor Joy Way                                              | 3               | Luz Salgado Rubianes |
| 1995-2000             | 1997-1998                 | Carlos Torres y Torres Lara                                 | 1               | Edith Mellado Céspedes |
| 1995-2000             | 1997-1998                 | Carlos Torres y Torres Lara                                 | 2               | Oswaldo Sandoval Aguirre |
| 1995-2000             | 1997-1998                 | Carlos Torres y Torres Lara                                 | 3               | Aurora Torrejón |
| 1995-2000             | 1998-1999                 | Víctor Joy Way                                              | 1               | Ricardo Marcenaro |
| 1995-2000             | 1998-1999                 | Víctor Joy Way                                              | 2               | Carlos Blanco Oropeza |
| 1995-2000             | 1998-1999                 | Víctor Joy Way                                              | 3               | Luz Salgado Rubianes |
| 1995-2000             | 1999-2000                 | Martha Hildebrandt Pérez Treviño                            | 1               | Ricardo Marcenaro Frers |
| 1995-2000             | 1999-2000                 | Martha Hildebrandt Pérez Treviño                            | 2               | Luis Delgado Aparicio |
| 1995-2000             | 1999-2000                 | Martha Hildebrandt Pérez Treviño                            | 3               | Luis Chang Ching |
| 2000-2001             | 2000-2001                 | Martha Hildebrandt Pérez Treviño                            |                 | Luz Salgado Rubianes Marianella Monsalve Aita María Jesús Espinoza Matos |
| 2000-2001             | 2000-2001                 | Valentín Paniagua Corazao (16/11/2000 - 28/07/2001)         |                 | |
| 2000-2001             | 2000-2001                 | Carlos Ferrero Costa (a.i. desde el 5/12/2000 - 26/07/2001) | 1               | Absalón Vásquez Villanueva Henry Pease García |
| 2000-2001             | 2000-2001                 | Carlos Ferrero Costa (a.i. desde el 5/12/2000 - 26/07/2001) | 2               | Manuel Masías Oyanguen |
| 2001-2006             | 2001-2002                 | Carlos Ferrero Costa (25/07/2001 - 26/07/2002)              |                 | Henry Pease García (25/07/2001 - 26/07/2002) Jorge del Castillo Gálvez (25/07/2001 - 26/07/2002) Xavier Barrón Cebreros (25/07/2001 - 26/07/2002) Javier Diez Canseco Cisneros (13/08/2001 - 26/07/2002) Luis Iberico Núñez (13/08/2001 - 26/07/2002) |
| 2001-2006             | 2002-2003                 | Carlos Ferrero Costa (26/07/2002 - 26/07/2003)              |                 | Jesús Alvarado Hidalgo (26/07/2002 - 26/07/2003) Mercedes Cabanillas (26/07/2002 - 26/07/2003) Hildebrando Tapia (26/07/2002 - 26/07/2003) Natale Amprimo Plá (26/07/2002 - 26/07/2003) Gustavo Pacheco Villar (26/07/2002 - 26/07/2003)              |
| 2001-2006             | 2003-2004                 | Henry Pease García (26/07/2003 - 26/07/2004)                |                 | Marciano Rengifo Ruiz Pedro Morales Mansilla Carlos Infantas Fernández Carlos Ramos Loayza Edgar Villanueva Núñez |
| 2001-2006             | 2004-2005                 | Ántero Flores-Aráoz Esparza (26/07/2004 - 26/07/2005)       |                 | Natale Amprimo Judith de la Mata Jorge Mera Ramírez Jorge Chávez Sibina Michael Martínez Gonzales |
| 2001-2006             | 2005-2006                 | Marcial Ayaipoma Alvarado (26/07/2005 - 26/07/2006)         |                 | Fausto Alvarado Dodero Gilberto Díaz Peralta Eduardo Carhuaricra Meza Ronnie Jurado Adriazola Alejandro Oré Mora |
|                       |                           |                                                             |                 | |
|                       |                           |                                                             |                 | |
|                       |                           |                                                             |                 | |
|                       |                           |                                                             |                 | |
|                       |                           |                                                             |                 | |